# دريك دوريموس
دريك دوريموس (بالإنجليزية: Drake Doremus)‏ (مواليد 29 مارس 1983 في أورانج)، هو مخرج وكاتب سيناريو أمريكي. اشتهر بعمله مثل المجنون سنة 2011.

## أفلامه
- مثل المجنون (2011)
- نظائر (2015)
- حداثة (2017)

## وصلات خارجية
- دريك دوريموس على موقع IMDb (الإنجليزية)
- دريك دوريموس على موقع ألو سيني (الفرنسية)
- دريك دوريموس على موقع أول موفي (الإنجليزية)
- دريك دوريموس على موقع قاعدة بيانات الأفلام السويدية (السويدية)
- دريك دوريموس على موقع قاعدة بيانات الفيلم (الإنجليزية)
- دريك دوريموس على موقع كينوبويسك (الروسية)